# Shawn Johnson
Shawn Johnson, född 19 januari 1992 i  Des Moines, är en amerikansk artistisk gymnast.
Shawn fick sitt internationella genombrott när hon endast 15 år gammal vann mångkampen i artistisk gymnastik vid VM i Stuttgart år 2007. Där vann hon även grenfinalen i fristående.
2008 kom Shawn Johnson tvåa i damernas mångkamp i artistisk gymnastik vid OS i Peking efter sin landsmaninna Nastia Liukin. Shawn Johnson fick ändå med sig en guldmedalj från Peking när hon vann grenfinalen i bom. Ytterligare en medalj blev det även när hon kom tvåa i grenfinalen i fristående.